# Isaac Hollister Hall
Isaac Hollister Hall (* 12. Dezember 1837 in Norwalk, Connecticut; † 2. Juli 1896 in Mount Vernon, New York) war ein US-amerikanischer Orientalist, Bibelforscher und Epigraphiker.

## Leben
Isaac Hollister Hall war ein Sohn des Theologen Edwin Hall (1802–1877) und seiner Frau Fanny Hollister Hall. Der Vater war seit 1832 Pastor der First Congregational Church in Norwalk (Connecticut) und wirkte von 1854 bis 1876 als Professor der Theologie am Auburn Theological Seminary in New York City.
Isaac Hollister Hall studierte am Hamilton College in New York und arbeitete dort nach dem Bachelorabschluss (1859) als Assistent des Astronomen Christian Heinrich Friedrich Peters. Neben seiner Arbeit setzte er sein Studium fort, erlangte 1862 am Hamilton College den Mastergrad und wurde 1865 an der Columbia University zum Doctor of Laws promoviert. Anschließend praktizierte er in New York als Anwalt und beschäftigte sich privat mit Studien zum Alten Testament und den orientalischen Sprachen. 1875 erhielt er eine Professur am Syrian Protestant College in Beirut, der späteren Amerikanischen Universität Beirut. Auf der Reise dorthin hielt sich Hall längere Zeit in London, Paris und Turin auf und studierte die dortigen Sammlungen kyprischer Inschriften. Auf Zypern selbst untersuchte er viele bis dahin unbekannte Inschriften und half dem Antikensammler Luigi Palma di Cesnola, durch gezielte Ankäufe die Sammlung kyprischer Inschriften des Metropolitan Museum of Art zu erweitern.
In der Bibliothek des Syrian Protestant College entdeckte Hall 1875 eine Abschrift des Neuen Testaments in der syrischen Übersetzung von Philoxenos von Mabbug, die verloren geglaubte Passagen dieser wichtigen Textstufe der Bibel enthielt. Hall machte die Handschrift bekannt und publizierte später (1883) drei ihrer Blätter als Faksimile. Die Handschrift selbst gelangte schließlich in den Besitz des Union Theological Seminary in the City of New York. Hall erhielt für seine Entdeckung am 29. Juni 1876 die philosophische Ehrendoktorwürde (Ph. D.) des Hamilton College.
Nach seiner Rückkehr in die USA (1877) ließ sich Hall in Philadelphia nieder und arbeitete dort als Redakteur (Associate Editor) der Zeitung The Sunday School Times. Bei der Zeitung The Independent führte die er die Rubrik Biblical Research ein. Seine wissenschaftlichen Studien setzte er weiterhin fort und trat in die American Oriental Society ein, zu deren Vizepräsident er später gewählt wurde.
1884 nahm Hall eine Stelle als Kurator der Skulpturen und Antiken am Metropolitan Museum of Art in New York an, wo er den Rest seines Lebens verbrachte. Er nahm an den Sitzungen des dortigen Greek Club teil. Am Metropolitan Museum gelang ihm eine weitere bedeutende Entdeckung: Im sogenannten Williams Manuscript fand er den bis dahin unbekannten syrischen Text der Antilegomena, das heißt, den Text derjenigen Bücher des syrischen Neuen Testaments, die keinen Eingang in die syrische Version des Kanons gefunden hatten. Hall veröffentlichte 1886 ein Faksimile dieser Handschrift.
Für das Jahr 1887/88 wählte ihn die American Philological Association zum Präsidenten. 1892 erhielt er die Ehrendoktorwürde (Litt. D.) des Trinity College Dublin. Am 2. Juli 1896 starb Hall im Alter von 58 Jahren. Er wurde in Auburn beigesetzt, wo auch die Grabstätte seiner Eltern liegt.

## Schriften (Auswahl)
- Cypriote Inscriptions of the Di Cesnola Collection in the Metropolitan Museum of Art, in New York City. In: Journal of the American Oriental Society. Band 10 (1875), S. 201–218
- mit Frank Stockton Dobbins und Samuel Wells Williams: False Gods: Or, the Idol Worship of the World. A Complete History of Idolatrous Worship Throughout the World, Ancient and Modern. Describing the Strange Beliefs, Practices, Superstitions, Temples, Idols, Shrines, Sacrifices, Domestic Peculiarities, Etc., Etc., Connected Therewith. Philadelphia 1881
- American Greek Testaments. A Critical Bibliography of the Greek New Testament as Published in America. Philadelphia 1883
- mit Frank Stockton Dobbins und Samuel Wells Williams: Error’s Chains: How Forged and Broke. A Complete, Graphic, and Comparative History of the Many Strange Beliefs, Superstitious Practices, Domestic Peculiarities, Sacred Writings, Systems of Philosophy, Legends and Traditions, Customs and Habits of Mankind Throughout the World, Ancient and Modern. New York 1883
- Williams Manuscript. The Syrian Antilegomena Epistles. Baltimore 1886
- mit Frank Stockton Dobbins und Samuel Wells Williams: Gods and Devils of Mankind. Philadelphia 1897